# Dresdner Sezession Gruppe 1919
Die Dresdner Sezession Gruppe 1919, auch Dresdner Sezession oder Gruppe 1919 genannt, war eine expressionistische Künstlergruppe um Peter August Böckstiegel, Otto Dix, Conrad Felixmüller, Wilhelm Heckrott, Constantin von Mitschke-Collande, Otto Schubert, Lasar Segall, Elfriede Lohse-Wächtler und Hugo Zehder (1892–1961).

## Geschichte
Die Mitglieder der Ende Januar 1919 gegründeten Gruppe vertraten eine expressionistische, gesellschaftskritische Kunst. Zu den Mitbegründern zählten Hugo Zehder, Conrad Felixmüller, Otto Dix, Wilhelm Heckrott, Constantin von Mitschke-Collande, Otto Schubert, Lasar Segall und der Kunstkritiker Will Grohmann. Die Maler Otto Lange, Peter August Böckstiegel sowie die Bildhauerin Gela Forster traten der Gruppe kurze Zeit später bei. Die Dresdner Sezession Gruppe 1919 ging aus der Gruppe 1917 hervor, zu der bereits Conrad Felixmüller, Peter August Böckstiegel, Otto Lange und Constantin von Mitschke-Collande zählten.
Will Grohmann begleitet die Dresdner Sezession Gruppe 1919 als Kunstkritiker und nahm in dieser Funktion von Beginn an eine Schlüsselrolle als Interpret der Gruppe wahr. Er edierte die erste grafische Mappe der Sezession und übernahm nach dem Ausscheiden der beiden zentralen Führungspersönlichkeiten der Gruppe, Hugo Zehder und Conrad Felixmüller, vermehrt die Aufgabe des Ausstellungsorganisators, Geschäftsführers und Botschafters der Gruppe.
Stilistisch baute das künstlerische Werk der Dresdner Sezession Gruppe 1919 auf der von der Künstlergruppe Brücke eingeführten expressionistischen Formensprache auf, weshalb man mitunter von „Expressionisten der zweiten Generation“ spricht. Die Dresdner Sezession Gruppe 1919 veranstaltete Vorträge, Führungen und Künstlergespräche und stellte in Dresden, Berlin, Düsseldorf, Chemnitz und in Zusammenarbeit mit den „Unentwegten“ in Prag aus.
Im Statut der Künstlergruppe heißt es: „Die Sezession Gruppe 1919 wird von einer Anzahl Künstler gebildet, die im Sinne ihrer Kunst ideelle Unternehmungen vorhaben, welche sie, wie auch ihre Kunst, notwendigerweise von den bisherigen Künstlern trennen. Hauptgrundsätze sind: Wahrheit – Brüderlichkeit – Kunst.“ Neue Mitglieder konnten nur durch einstimmigen Beschluss von sämtlichen Mitgliedern aufgenommen werden. Anderen Dresdner Künstlervereinigungen anzugehören war nicht erlaubt. Im Katalog zur 1. Ausstellung der Dresdner Sezession Gruppe 1919 proklamierten sie selbstbewusst in einer gemeinsamen Erklärung die „Führung der hiesigen jungen künstlerischen Kräfte“ übernehmen zu wollen. Der Lyriker Walter Rheiner verfasste einen Einführungstext für den Katalog.
Vom 5. April bis 13. Mai 1919 fand die erste Ausstellung der Dresdner Sezession Gruppe 1919 im Kunstsalon Emil Richter statt. Ausgestellt wurden Gemälde und Grafiken der Gruppenmitglieder sowie Plastiken von Gela Forster, die sich inzwischen der Gruppe angeschlossen hatte. Zur selben Zeit fand in der Galerie Arnold die große Sonderausstellung „Der Sturm. Expressionisten, Futuristen, Kubisten“ mit Künstlern aus dem Umfeld von Herwarth Walden statt. Die erste Ausstellung der Dresdner Sezession Gruppe 1919 stieß auf eine große Resonanz in der Presse und beim Publikum. Die Gruppe erhielt eine Einladung zur Teilnahme an der Sommerausstellung der Berliner Freien Sezession, sodass die Dresdner Ausstellung von Mai bis Juli 1919 auch in Berlin gezeigt wurde. „Als besondere Attraktion“ räumte man der Gruppe einen eigenen Saal ein, für den auch eine eigene Jury verantwortlich war.
Im Sommer 1919 folgte eine zweite Sonderausstellung der Dresdner Sezession Gruppe 1919 ebenfalls im Kunstsalon Emil Richter, bei der auch Gäste anderer fortschrittlicher Künstlervereinigungen eingeladen wurden. So waren u. a. Werke von Max Burchartz und George Grosz der Novembergruppe, von Kurt Schwitters und Otto Gleichmann aus der Hannoverschen Sezession, sowie Werke von Karl Schmidt-Rottluff (Berlin), Rüdiger Berlit, Josef Achmann, Eugen Hoffmann und Ludwig Godenschweg zu sehen.
Im Oktober 1919 organisierte die Dresdner Sezession bei Emil Richter eine Ausstellung für die beiden jungen Künstler Pol Cassel und Otto Griebel, die der Gruppe nahe standen ohne selber Mitglieder zu sein. Im November wurde eine Lesung mit Else Lasker-Schüler veranstaltet.
Aufgrund von politischen Meinungsverschiedenheiten kam es zu einer Krise des linken Flügels um Conrad Felixmüller. Hugo Zehder verließ die Gruppe bereits im August 1919 aus „prinzipiellen und persönlichen Gründen“. Felixmüller versuchte als aktives Mitglied der KPD die anderen Mitglieder zum Beitritt in die Partei zu bewegen. Überzeugen konnte er jedoch nur Constantin von Mitschke-Collande, die anderen Mitglieder ließen sich nicht auf die Parteilinie einschwören. Die politischen Ansichten der Mitglieder waren zu unterschiedlich und ein einheitliches politisches Bekenntnis der Gruppe kam nie zustande. Noch vor der dritten Sezessions-Ausstellung 1920 verließen Conrad Felixmüller, Peter August Böckstiegel und Otto Schubert die Gruppe.
Vom 7. April bis 30. April 1920 organisierte die Dresdner Sezession Gruppe 1919 eine Ausstellung der tschechischen expressionistischen und kubistischen Künstlergruppe Tvrdošíjní („Die Unentwegten“) mit Josef Čapek, Vlastislav Hofman, Václav Špála (1895–1946) und Jan Zrzavý im Kunstsalon Emil Richter. In der Ankündigung der Ausstellung wurde erwähnt, dass im Gegenzug eine Ausstellung der Dresdner Sezession Gruppe 1919 in Prag geplant sei.
1920 beteiligten sich als neue Mitglieder Walter Jacob (1893–1964), Christoph Voll, Eugen Hoffmann und Ludwig Godenschweg. Im Oktober fand die Ausstellung „Dresdner Sezession „Gruppe 1919“ und andere“ in der Galerie Arnold statt. An dieser Ausstellung waren beteiligt: Bloch, Heinrich Campendonk, Heinrich Maria Davringhausen, Dix, Eberz, Lyonel Feininger, Gela Forster, Godenschweg, Grosz, Erich Heckel, Heckroth, Eugen Hoffmann, Alexej von Jawlensky, Kars, Paul Klee, Otto Lange, August Macke, Carlo Mense, Mitschke-Collande, Nauen, Max Pechstein, Reichel, Schmidt-Rottluff, Schwitters, Segall und Christoph Voll.
Im Januar/Februar 1921 nahm die Dresdner Sezession Gruppe 1919 an der Ausstellung „Die Unentwegten und Gäste“ im Rudolfinum in Prag teil (Eröffnung am 23. Januar 1921). Ebenfalls nach Prag eingeladen wurden u. a. Paul Klee, die Bildhauerin Emy Roeder und der ungarische Maler Béla Uitz. Schon nach zwei Wochen waren die deutschsprachigen Kataloge ausverkauft und innert vier Wochen verzeichnete die Ausstellung 5.000 Besucher. Die Ausstellung wurde danach noch in Brünn und Košice gezeigt.
Ebenfalls 1921 fand eine Grafik-Ausstellung bei Emil Richter statt, die als Wanderausstellung in verschiedenen deutschen Städten gezeigt wurde. Im Oktober stellte die Gruppe in der Galerie Arnold mit den Gästen Heinrich Campendonk, Reinhold Ewald, Lyonel Feininger, Paul Klee, Ludwig Meidner und Karl Schmidt-Rottluff aus.
Im Mai 1922 erfolgte die „Sechste Ausstellung der Dresdner Sezession“ in der Galerie Arnold. Von den bisherigen Mitgliedern beteiligt waren nur noch Dix, Heckrott, Hoffmann, Lange und Mitschke-Collande. Als neue Mitglieder waren Heinrich Barcinski, Otto Griebel, Otto Krischer und Hans Meyboden beteiligt. Als Gäste waren Max Beckmann, Campendonk, Feininger, Klee, Emil Nolde, Schmidt-Rottluff und Segall vertreten.
Ende Mai 1922 nahm die Dresdner Sezession 1919 an dem von der Gruppe Das Junge Rheinland veranstalteten 1. Kongress internationaler fortschrittlicher Künstler in Düsseldorf 1922 teil. Zu den Teilnehmern gehörten auch die Berliner Novembergruppe, die Darmstädter Sezession, die Hallesche Künstlergruppe, der Deutsche Werkbund, Herwarth Walden von der Zeitschrift Der Sturm, sowie Vertreter der italienischen Futuristen und der russischen Konstruktivisten. Ziel des Kongresses war es, eine Union zur Durchsetzung gemeinsamer Interessen zu bilden. Es kam zu heftigen Meinungsverschiedenheiten und die Anliegen des Kongresses wurden nicht erreicht.
1922 löste sich die Dresdner Sezession Gruppe 1919 aufgrund von politischen Meinungsverschiedenheiten und unterschiedlichen künstlerischen Auffassungen auf. Als lose Gruppe nahm sie 1924 und 1925 allerdings noch an den Kunstausstellungen der Dresdner Kunstgenossenschaft teil.

### Gründer
- Otto Dix
- Conrad Felixmüller (1. Vorsitzender, 1920 ausgeschieden)
- Will Grohmann (Wortführer[9] der Gruppe beim 1. Kongress internationaler fortschrittlicher Künstler in Düsseldorf 1922)
- Wilhelm Heckrott
- Constantin von Mitschke-Collande
- Otto Schubert (Ende 1919 ausgeschieden)
- Lasar Segall
- Hugo Zehder (1892–1961/62, Architekt und Kunstschriftsteller. 1919 wieder ausgeschieden)

### Weitere Mitglieder
- Heinrich Barcinski (Mitglied seit 1922)
- Peter August Böckstiegel (wurde bereits kurze Zeit nach der Gründung Mitglied,[10] Ende 1919 ausgeschieden)
- Heinrich Burkhardt
- Pol (Paul Ernst Karl) Cassel
- Gela Forster (1893–1957, Bildhauerin)
- Otto Griebel (Mitglied seit 1922)
- Ludwig Godenschweg (Mitglied seit 1920)
- Eugen Hoffmann
- Walter Jacob (1893–1964, Mitglied seit 1920)
- Arthur Kaufmann
- Oskar Kokoschka (Ehrenmitglied, stellte nie mit der Sezession aus)
- Otto Krischer (1899, Bildhauer. Mitglied seit 1922 und Bevollmächtigter der Gruppe beim 1. Kongress internationaler fortschrittlicher Künstler in Düsseldorf 1922)
- Otto Lange
- Elfriede Lohse-Wächtler
- Hans Meyboden (Mitglied seit 1922)
- Christoph Voll
- Gert Wollheim

### Zeitweilig Beteiligte und Gäste
- Josef Achmann
- Lothar Bechstein
- Max Beckmann
- Rüdiger Berlit
- Karl Eugen Biebrach (1882 Dresden)
- Max Burchartz
- Max Busyn (1899–1976)
- Heinrich Campendonk
- Theodor Däubler
- Heinrich Maria Davringhausen
- Franz Karl Delavilla
- Reinhold Ewald
- Edmund Fabry
- Lyonel Feininger
- Alfred Glatter (1889–1923, Bildhauer)
- Otto Gleichmann
- George Grosz
- Hans Grundig
- Erich Heckel
- Alexej von Jawlensky
- Wassily Kandinsky
- Paul Klee
- Bernhard Kretzschmar
- Wilhelm Lachnit
- Franz Lenk
- Kurt Lohse (1892–1958)
- August Macke
- Ludwig Meidner
- Carlo Mense
- Max Pechstein
- Curt Querner
- Heinar Schilling
- Oskar Schlemmer
- Paul Ferdinand Schmidt
- Karl Schmidt-Rottluff
- Max Schwimmer
- Kurt Schwitters
- Fritz Skade
- Walter Sperling (1900–1941, bei Stalingrad vermisst)
- Walter Spiess (1896–1947)
- Georg Tappert
- Fritz Tröger